# Alessandro Santoro
Alessandro Santoro (Mesagne, 1º dicembre 1965) è un ex cestista e dirigente sportivo italiano.

## Carriera
Santoro inizia la carriera nella Bartolini Brindisi. Dopo aver terminato la scuola superiore, passa alla Viola Reggio Calabria in Serie A2.
A Reggio Calabria per dodici stagioni fino al 2000. Santoro successivamente diventerà capitano della Viola ed uno dei giocatori più rappresentativi della storia della squadra: con 337 presenze è il secondo giocatore con più partite disputate, dietro Gustavo Tolotti. Con lo stesso Tolotti detiene il record di stagioni in maglia nero-arancio (dodici). Nel 2000 la Viola ha ritirato ufficialmente la sua maglia numero 5.
Nel 2000 chiude la carriera di giocatore alla Progresso Castel Maggiore, intraprendendo successivamente quella di dirigente proprio nei quadri della Viola fino al fallimento della società nel 2007. Nel 2000-01 è stato direttore sportivo della società calabrese, e dal 10 agosto 2004 è divenuto "consulente tecnico". Successivamente, fino al 2006, ha ricoperto l'incarico di general manager e nel 2007 è stato amministratore unico.
Dal 1999 al 2001 è stato vice presidente della Giocatori Italiani Basket Associati (GIBA).
Dal 2008 al 2012 è stato general manager dell'Igea Basket Barcellona; dal giugno 2012 al luglio 2014 ha ricoperto il medesimo ruolo nella Sutor Montegranaro. Nell'estate 2014 si trasferisce alla Pallacanestro Mantovana, ricoprendo ancora l'incarico di GM.
Il 10 giugno 2015 lascia l'incarico e il 24 giugno seguente diventa il nuovo general manager del Basket Brescia Leonessa. Nel maggio del 2021 lascia la società bresciana dopo sei anni..
Dal 22 marzo 2022 è il nuovo general manager della Pallacanestro Cantù.

## Statistiche
- Presenze in Serie A: 533
- Presenze in Coppa Korać: 21
- Punti segnati in Serie A: 3554
- Punti segnati in Coppa Korac: 71